# Exposition spécialisée de 1993
Cet article concerne l'exposition spécialisée de 1993. Pour l'exposition horticole ayant eu lieu la même année, voir Exposition horticole de 1993.
L'Exposition spécialisée de Daejeon de 1993 s'est tenue du 7 août au 7 novembre 1993 à Daejeon, en Corée du Sud. Elle a accueilli 14 005 808 visiteurs. Elle a été enregistrée par le Bureau International des Expositions (BIE). Sous le titre Le défi d'une nouvelle voie vers le développement, elle reprenait le thème du développement durable.
L'exposition se divisait en trois zones : la zone internationale, la zone des corporations et le parc d'attractions. Comme lors de toutes les expositions spécialisées, les pavillons de la zone internationale ont principalement été préfabriqués et loués aux différents participants. Cent quarante pays étaient présents. Le centre du site était occupé par la Hanbit Tower, tour panoramique devenue, après l'exposition, un bar.

## Liens externes

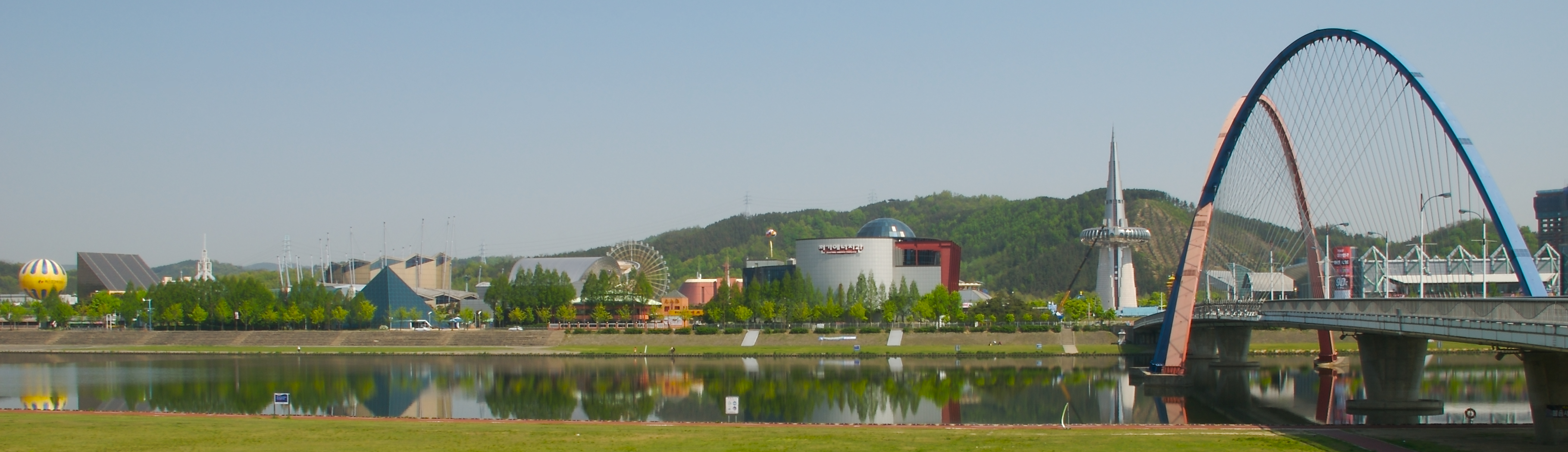
Panorama de l'exposition